# سيانيد الكالسيوم
سيانيد الكالسيوم مركب كيميائي صيغته Ca(CN)2، ويوجد على شكل مسحوق بلوري أبيض اللون.
ينتمي المركب إلى مجموعة مركبات السيانيد السامة.

## التحضير
يحضر المركب من تفاعل إدخال النتروجين إلى كربيد الكالسيوم عند درجات حرارة مرتفعة تتجاوز 1000 °س، وهو تفاعل ناشر للحرارة:
{\displaystyle \mathrm {CaC_{2}+N_{2}\longrightarrow \ Ca(CN)_{2}} }
كما يستحصل على المركب ناتجاً ثانوياً من عملية تحضير سياناميد الكالسيوم.
يمكن تحضير محلول من سيانيد الكالسيوم من تفاعل حمض السيانيك مع هيدروكسيد الكالسيوم:
{\displaystyle \mathrm {Ca(OH)_{2}+2\ HCN\longrightarrow \ Ca(CN)_{2}+2\ H_{2}O} }

## الخواص
يوجد المركب في الشروط القياسية على شكل مسحوق بلوري أبيض اللون، وهو ذو انحلالية جيدة في الماء، كما ينحل في الإيثانول.
يتفاعل المركب بالتماس مع الرطوبة بتفاعل حلمهة محرراً سيانيد الهيدروجين؛ ولتثبيته يمزج مع سيانيد الصوديوم بنسبة حوالي 45-50% من الأخير، مع وجود 1-2% من الفحم؛ ويعرف الخليط في الأوساط التجارية باسم «السيانيد الأسود».

## الاستخدامات
يستخدم سيانيد الكالسيوم في تعدين الذهب والفضة من خاماتها. كما يمكن أن يستخدم مبيداً للقوارض.